# Rhynchospora elliottii
Rhynchospora elliottii är en halvgräsart som beskrevs av Albert Gottfried Dietrich. Rhynchospora elliottii ingår i släktet småag, och familjen halvgräs. Inga underarter finns listade i Catalogue of Life.